# پسر زیبا (فیلم ۲۰۱۰)
پسر زیبا (به انگلیسی: Beautiful Boy) یک فیلم درام آمریکایی محصول سال ۲۰۱۰ با بازی مایکل شین و ماریا بلو است. این فیلم برای اولین بار در سپتامبر ۲۰۱۰ در جشنواره بین‌المللی فیلم سن سباستین به نمایش درآمد و در ۳ ژوئن ۲۰۱۱ به صورت محدود در سینماهای آمریکای شمالی اکران شد.

## خلاصه داستان
زوجی که در آستانه جدایی هستند، با شنیدن خبر تیراندازی گسترده پسر ۱۸ ساله‌شان در دانشگاه و سپس خودکشی او، دچار بحران می‌شوند.

## تولید
فیلمساز، شان کو، ابتدا تصور می‌کرد که این فیلم دربارهٔ یک زوج متأهل با رابطه‌ای پرتنش است، اما تصمیم گرفت عنصر تیراندازی در مدرسه را به آن اضافه کند و بر والدین مجرم تمرکز کند، زیرا این سناریوی خاص قبلاً روی پرده سینما به تصویر کشیده نشده بود.